# فاروق شوشة
فاروق محمد شوشة (9 يناير 1936 - 14 أكتوبر 2016) هو كاتب وأديب مصري.

## حياته
ولد في 9 يناير 1936 في دمياط، وتخرج في كلية دار العلوم جامعة القاهرة 1956م، وفي كلية التربية جامعة عين شمس 1957م. عمل مدرسًا حتى التحق بالإذاعة عام 1958م، وتدرج في وظائفها حتى أصبح رئيساً لها 1994م، وكذلك عمل أستاذاً للأدب العربي في الجامعة الأمريكية بالقاهرة. وحفظ القرآن، وأتم دراسته في دمياط وتخرج في كلية دار العلوم 1956، وفي كلية التربية جامعة عين شمس 1957. وعمل مدرساً عام 1957، والتحق بالإذاعة المصرية عام 1958، وتدرج في وظائفها حتى أصبح رئيساً لها عام 1994، أُعير إلى الكويت من 1963 إلى عام 1964 خبيراً ومدرباً بإذاعتها فرئيساً للقسم الأدبي بها. وكذلك عمل أستاذاً للأدب العربي بالجامعة الأميركية بالقاهرة.
أهم برامجه الإذاعية لغتنا الجميلة، منذ عام 1967، والتلفزيونية: «أمسية ثقافية» منذ عام 1977. الأمين العام لمجمع اللغة العربية في مصر. رئيس لجنة النصوص بالإذاعة والتلفزيون المصري، وعضو لجنة الشعر بالمجلس الأعلى للثقافة، ورئيس مجلس إدارة جمعية المؤلفين والملحنين، ورئيس اتحاد كتاب مصر. شارك في مهرجانات الشعر العربية والدولية.

## دواوينه الشعرية
أهم دواوين الكاتب فاروق شوشة
- إلى مسافرة، 1966.
- العيون المحترقة، 1972.
- لؤلؤة في القلب 1973.
- في انتظار ما لا يجيء، 1979.
- الدائرة المحكمة، 1983.
- الأعمال الشعرية، 1985.
- لغة من دم العاشقين، 1986.
- يقول الدم العربي، 1988.
- عشرون قصيدة حب، 1989.
- هئت لك، 1992.
- سيدة الماء، 1994.
- وقت لاقتناص الوقت، 1997.
- وجه أبنوسي، 2000.
- الجميلة تنزل إلى النهر، 2002.
- الأعمال الشعرية في مجلدين، 2004.
- أحبك حتى البكاء، 2005.
- موال بغدادي، 2006.
- ربيع خريف العمر، 2008.
- النيل يسأل عن وليفته، 2009.
- وجوه في الذاكرة، 2010.
- أبوابك شتي، 2011.
- الرحيل ألى منبع النهر، 2012.
- ينفجر الوقت، 2013.
- قصائدي التي تصحبني، 2014.

شعار غوغل بتاريخ ميلاد فاروق شوشة ال82

- نخلة الماء (صدر بعد وفاة الشاعر)، 2017.

## دواوينه الشعرية للأطفال
- حبيبة والقمر، 1998.
- ملك تبدأ خطواتها، 2002.
- حكاية الطائر الصغير، 2003.
- أغنية لمصر 2004.
- الأمير الباسم 2005.
- أصدقائي الثلاثة 2007.
- حمزة 2010.

## دراسات ومختارات
- كلمات على الطريق، 1969.
- لغتنا الجميلة، 1973.
- أحلى عشرين قصيدة حب في الشعر العربي، 1973.
- لغتنا الجميلة ومشكلات المعاصرة، 1979.
- العلاج بالشعر، 1982.
- مواجهة ثقافية، 1982.
- أحلى عشرين قصيدة في الحب الإلهي، 1982.
- عذابات العمر الجميل (سيرة شعرية)، 1992.
- مختارات من شعر العقاد، 1996.
- ثقافة الأسلاك الشائكة، 2000.
- الشعر أولاً والشعر أخيراً، 2002.
- الإغراء بالقراءة، 2003.
- جمال العربية، 2003.
- أصوات شعرية مقتحمة، 2004.
- هؤلاء الشعراء وعوالمهم المدهشة، 2005.
- غريب الوجه واليد واللسان، 2007.
- في حضرة مولاي الشعر، 2007.
- جمر الكتابة، 2010.
- مختارات من دواوين الشعراء الثلاثة. علي الجارم

والمازني وعلي محمود طه في الذكرى الستين لرحيلهم،
2010.
- مختارات شعرية لجماعة أبوللو (بالاشتراك) تقديم ودراسة، 2013.
- ستون صباحاً، 2013.
- في صحبة هؤلاء، 2013.
- الذخيرة من النصوص الأدبية (الشعر)، 2014.
- المكتبة الكاملة للبرنامج الإذاعي (لغتنا الجميلة) في خمسة مجلدات، 2014.

## تقديم ودراسة
- معجم أسماء العرب (بالاشتراك)، 1991.
- سجل أسماء العرب (بالاشتراك)، 1991.
- ديوان عبد الرحمن شكري: طبعة المجلس الأعلى للثقافة، 2000.

## جوائز
حصل على عدد من الجوائز الكبيرة منها:
- جائزة الدولة في الشعر 1986
- جائزة محمد حسن الفقي 1994
- جائزة الدولة التقديرية في الآداب سنة 1997.
- جائزة كفافيس العالمية عام 1991
- حاز على جائزة النيل من الدولة، وهي أعلى وسام يتم منحه للأدباء في مصر، وذلك عام 2016.[2]

## وفاته
توفي في يوم الجمعة 13 محرم 1438 هـ الموافق 14 أكتوبر 2016، في شقته في الزمالك.